# 셀레늄

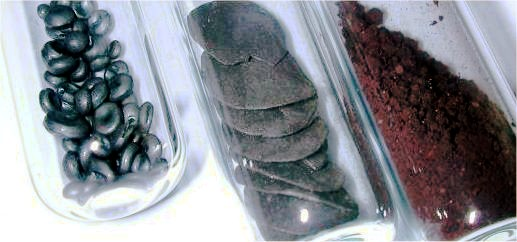

셀레늄(←영어: Selenium 실리니엄[*]) 또는 셀렌(←독일어: Selen 젤렌[*])은 화학 원소로 기호는 Se(←라틴어: Selenium 셀레니움[*])이고 원자 번호는 34이다. 독성과 친화성(의약성)이 있는 비금속 원소로, 화학적 성질은 황과 텔루륨과 가깝다. 여러 가지 형태로 존재하나, 회색의 금속성 상태가 가장 안정적이다. 자연 상태에서는 순수하게 발견되는 일이 드물다.  주로 구리 광석을 제련하는 과정에서 부산물로 생성되며, 황철석 등의 황화물 광석에서도 산출된다. 반도체의 성질을 지니고 어두울 때보다 밝을 때의 전기 저항이 작아 광저항을 만드는 데 사용되며, 유리 제조, 염색, 광전지 등에도 사용된다.
생물체 내에서 양이 많으면 독성을 나타내기도 하지만 미량이면 모든 동물 세포와 많은 수의 식물 세포에 필수적인 역할을 한다.

## 성질

### 물리적 성질
셀레늄은 여러 가지 동소체가 존재한다. 다른 물질과의 화학 반응을 통해 생성되는 셀레늄은 주로 붉은색 분말 형태의 비결정질 고체이다. 이를 빠르게 용융시키면 검은색의 유리질 셀레늄이 생성된다. 이 흑색 셀레늄은 구슬과 비슷한 형태이며, 분자 구조는 불규칙적이고 복잡한 고분자 고리 형태로 되어있다. 고리 한 개당 셀레늄 원자 1000여 개가 들어 있다. 또, 흑색 셀레늄은 부서지기 쉽고 광택이 있는 고체로, 이황화 탄소에 소량 용해된다. 이를 가열하면 50°C 정도에서 연해지다가 180°C 이상에서 안정한 회색 셀레늄으로 전환된다. 할로젠이나 아민과 함께 가열할 경우 전환 온도가 더 낮아지기도 한다.
흑색 셀레늄 용액에서 용매(주로 이황화 탄소)의 증발 속도에 따라 α,β,γ 구조의 셀레늄이 형성된다. 세 가지 동소체는 모두 단사정계이며 Se8 고리를 가진다. 이 고리의 배열에 따라서 동소체의 종류가 결정되는데, 이 중 α 구조일 때 가장 빽빽하게 배열되어 있다. Se8 고리에서 셀레늄 원자 간 거리는 233.5pm, 결합 각도는 105.7도이다. Se6이나 Se7 고리를 갖는 동소체도 존재한다.
셀레늄 동소체 중 가장 안정하고 밀도가 높은 것은 회색 셀레늄이다. 육각형의 결정격자 구조를 가지며 이 때 셀레늄 원자 간 거리는 237.3pm, 결합 각도는 130.1도이다. 회색 셀레늄은 다른 셀레늄 동소체를 천천히 가열하거나 용융된 셀레늄을 천천히 냉각시키거나 기체 상태의 셀레늄을 녹는점보다 약간 낮은 온도에서 액화시켜서 얻는다. 또, 다른 동소체들은 절연체인데 비해 회색 셀레늄은 반도체이며, 빛의 양에 따라 그 저항이 달라지는 특성을 보인다. 이황화 탄소에도 용해되지 않으며, 공기 중에서는 잘 산화되지 않는다.

### 유기적 성질
과거에는 독성 물질로 간주되었으나 세균, 포유류, 조류의 미세영양소이며, 현재까지 20여 종의 셀레늄 단백질이 발견되어 우리 몸의 중요한 영양소로서 그 위치를 굳혔다. 셀레늄은 생물학적으로 주로 셀레노시스테인의 형태로 나타나며 이는 21번째 아미노산으로 간주된다. 셀레노시스테인은 시스테인과 비슷하나 유황이 아닌 셀레늄이 들어있다.
셀레늄 단백질은 셀레노시스테인의 잔유물을 함유하고 있는 것으로 모든 생명체에 존재하며 특히 진핵 생물에서 관찰할 수 있다. 신체 내부의 셀레늄은 대부분 단백질에서 발견되며 셀레늄 부족에 의한 건강 문제는 한 개 이상의 특이 셀레늄 단백질 결핍에 의한 것으로 셀레늄 결핍에 의해 세포의 셀레늄 단백질 합성 능력이 상실된 결과이다. 셀레늄이 본래 효능이 발표되기 이전에는 노화방지에 가장 탁월한 효과가 있는 원소는 비타민 E였으나 셀레늄은 비타민 E와 비교하여 무려 2,940배의 노화방지 효과가 있음이 밝혀졌다. 생리적으로 뇌세포를 보호하고, 갑상선기능 활성화, 염증 억제반응, 남성 불임의 예방 기능이 있다. 게다가 각종 세균성 질병 예방 및 치료, 불임 치료, 성기능 강화, 아토피, 여드름 치료, 에이즈 예방과 치료에 효과가 있다는 실험결과가 연이어 발표되어왔다.
현재 선진국에서는 셀레늄 열풍이 불어 셀레늄의 새로운 효능을 밝히는 연구가 계속해서 추진되고 여러 매장에서 FDA승인을 받은 셀레늄 보조제가 팔리며 전문가들은 이 현상이 오랫동안 유지될 것이라 전망한다.
셀레늄은 단백질 변형을 최소화해 종양의 성장을 억제하지만 종양을 예방하는 데는 효과가 없다.

## 동위 원소
자연에는 셀레늄 동위 원소가 모두 6가지가 존재하나, 이 중 안정한 것은 5가지(74Se,76Se,77Se,78Se,80Se)이다. 이 중 77Se,78Se,80Se는 반감기가 32만 7000년인 79Se와 함께 핵분열의 부산물로 생성되기도 한다. 자연에 존재하는 다른 방사성 동위 원소인 82Se는 반감기 1020년을 거쳐 82Kr로 붕괴하는데 반감기가 워낙 길다 보니 어떤 경우 안정한 동위 원소로 분류되기도 한다. 이외에 불안정한 셀레늄의 방사성 동위 원소 23가지가 알려져 있다.

## 역사
셀레늄(그리스어 σελήνη, 달이라는 뜻임)은 1817년 베르셀리우스와 요한 고틀리브 간이 발견하였다. 두 화학자는 스웨덴 팔룬에 있는 구리 광산에서 얻은 황철석에 비소 화합물로 추정되는 붉은색 침전물이 생긴 것을 발견하였다. 그들은 이 침전물이 연소하면 고추냉이와 같은 냄새가 나는 것을 발견하였다. 이는 비소 화합물이 아닌 텔루륨 화합물의 냄새로 알려져 있었다. 이 때문에 베르셀리우스는 처음에 이 붉은 침전물이 텔루륨인 것으로 알았다. 그러나 그는 팔룬 광산에서는 텔루륨이 존재하지 않으므로 다시 분석을 시작했고, 마침내 1818년에는 이 물질이 황이나 텔루륨과 성질이 비슷하지만 전혀 다른 원소임을 밝혔다. 텔루륨은 지구에서 이름을 따 왔으므로 그와 비슷한 성질을 지닌 셀레늄은 달에서 이름을 땄다고 한다.
1873년 윌로비 스미스(Willoughby Smith)는 회색 셀레늄의 전기 저항이 빛의 세기에 따라 달라진다는 것을 발견하였다. 이러한 성질은 빛을 감지하는데 널리 사용되었다.
셀레늄은 표면에 쏟아지는 빛의 양에 비례하여 전류를 발생시킨다. 이러한 현상을 응용하여 노출계(light meter)나 그와 비슷한 종류의 장치들에 사용된다. 셀레늄이 갖는 반도체의 성질은 다양한 전기 제품에 응용된다. 셀레늄 정류기는 1930년대 초반에 개발되어 당시 정류기에 들어가던 에너지 효율이 낮은 산화 구리를 대체하였다. 이후 1970년대에 더 효율이 좋은 규소 정류기가 등장할 때까지 셀레늄으로 만든 정류기가 널리 쓰였다.
산업 현장에서는 셀레늄이 사람에게 독성을 나타내기도 하였다. 또, 셀레늄이 고농도로 축적된 식물을 먹은 동물에서 이상 증세가 나타나 가축 질병의 주요 독소로 취급되기도 하였다. 그러나 1954년에 처음으로 셀레늄이 미생물에서 특정한 생물학적 기능을 한다는 것이 발견되었고 1957년에는 포유류에 필수적이라는 사실이 알려졌다.

## 같이 보기
- 지구 지각 내 원소 존재비